# Khoáng vật

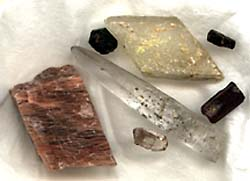
Một loạt các khoáng vật. Hình ảnh lấy từ Cục Địa chất Hoa Kỳ.

Khoáng vật hoặc khoáng chất, chất khoáng là các hợp chất tự nhiên được hình thành trong quá trình địa chất. Thuật ngữ "khoáng vật" bao hàm cả thành phần hóa học của vật liệu lẫn cấu trúc khoáng vật. Các khoáng vật có thành phần hóa học thay đổi từ dạng các nguyên tố hóa học tinh khiết và các muối đơn giản tới các dạng phức tạp như các silicat với hàng nghìn dạng đã biết. Công việc nghiên cứu khoáng vật được gọi là khoáng vật học.
Có hơn 5.300 loại khoáng vật được biết đến; hơn 5.070 trong số này đã được sự chấp thuận của Hiệp hội Khoáng vật học quốc tế(IMA). Nhóm khoáng vật silicat chiếm hơn 90% vỏ Trái Đất. Sự đa dạng và phong phú của các loại khoáng vật được điều khiển bởi thành phần hóa học của Trái Đất. Silic và oxy chiếm khoảng 75% vỏ Trái Đất, mà chúng chủ yếu nằm trong các cấu trúc của các khoáng vật silicat. Các loại khoáng vật được phân biệt bởi nhiều tính chất vật lý và hóa học. Sự khác biệt về thành phần và cấu trúc tinh thể sẽ tạo ra các loại khoáng vật khác nhau, và các tính chất này đến lượt nó lại bị ảnh hưởng bởi môi trường địa chất mà khoáng vật đó được thành tạo. Những thay đổi về nhiệt độ, áp suất, và thành phần của khối đá có thể là nguyên nhân làm thay đổi đặc điểm khoáng vật học của nó. Tuy nhiên, một loại đá có thể duy trì thành phần của nó, nhưng sự thay đổi về lâu dài về nhiệt độ và áp suất thì tính chất khoáng vật học của nó cũng có thể thay đổi theo.

## Định nghĩa và phân loại
Để được phân loại như là khoáng vật "thật sự", một vật chất cần phải tồn tại ở dạng rắn và có cấu trúc kết tinh. Nó cũng cần phải là vật chất có trong tự nhiên, thuần nhất và có thành phần hóa học xác định trước. Các định nghĩa truyền thống như Khoáng vật là chất khoáng vô cơ, tồn tại ở dạng rắn ở nhiệt độ thường và là thành phần cấu tạo nên các loại đá trong lớp vỏ Trái Đất đã loại bỏ các vật liệu có nguồn gốc hữu cơ. Tuy nhiên, Hiệp hội Khoáng vật Quốc tế vào năm 1995 đã chấp nhận một định nghĩa mới: 
a mineral is an element or chemical compound that is normally crystalline and that has been formed as a result of geological processes
Tạm dịch:
Một khoáng vật là một nguyên tố hay một hợp chất hóa học thông thường kết tinh và được tạo ra như là kết quả của các quá trình địa chất .
Các phân loại mới cũng bao gồm cả lớp hữu cơ – ví dụ như trong các hệ thống phân loại Dana và Strunz phiên bản mới.
Thành phần hóa học có thể thay đổi giữa các thành viên đầu-cuối của hệ khoáng vật. Ví dụ, các felspat nhóm plagiocla bao gồm một chuỗi liên tục từ dạng giàu natri là albit (NaAlSi3O8) tới dạng giàu calci là anorthit (CaAl2Si2O8) với 4 thành phần trung gian đã được công nhận giữa chúng. Các vật liệu tương tự như khoáng vật nhưng không phù hợp chặt chẽ với định nghĩa về khoáng vật thì đôi khi hay được gọi chung là các á khoáng vật (mineraloid). Các vật chất nguồn gốc tự nhiên khác là các chất phi khoáng vật. Các khoáng vật công nghiệp là thuật ngữ thị trường để chỉ các loại vật liệu đã khai thác được và có giá trị thương mại (xem phần Khoáng vật và đá dưới đây).

## Cấu trúc tinh thể

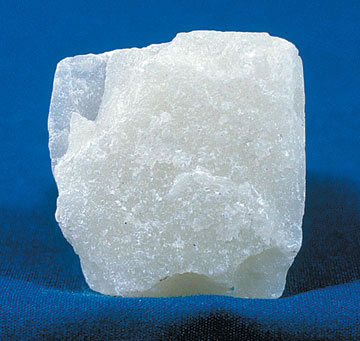
Tan.

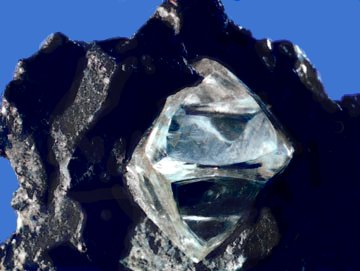
Kim cương thô.

Cấu trúc tinh thể là sự sắp xếp trong không gian hình học có trật tự của các nguyên tử trong cấu trúc nội tại của khoáng vật. Hiện nay tồn tại 14 sắp xếp ô mạng tinh thể cơ bản của các nguyên tử trong không gian ba chiều và chúng được gọi chung là 14 "ô mạng Bravais". Mỗi một ô mạng tinh thể này lại có thể được phân loại vào một trong sáu hệ tinh thể, và tất cả các cấu trúc tinh thể hiện nay được công nhận đều phù hợp với một ô mạng Bravais/một hệ tinh thể. Cấu trúc tinh thể này dựa trên sự sắp xếp thông thường của nguyên tử hay ion bên trong và nó thường được biểu diễn theo dạng hình học mà tinh thể có. Thậm chí ngay cả khi các hạt khoáng vật là quá nhỏ để có thể nhìn hay có hình dạng bất thường thì cấu trúc tinh thể cơ bản của nó vẫn luôn luôn có tính chu kỳ và có thể xác định được nhờ nhiễu xạ tia X.
Thành phần hóa học và cấu trúc tinh thể hợp lại với nhau để xác định khoáng vật. Trên thực tế, hai hay nhiều khoáng vật có thể có cùng một thành phần hóa học, nhưng khác nhau về cấu trúc kết tinh (chúng được gọi là các chất đa hình). Ví dụ, pyrit và marcasit đều có thành phần hóa học là sulfide sắt, nhưng sự sắp xếp các nguyên tử bên trong của chúng là khác nhau. Tương tự, một vài khoáng vật lại có các thành phần hóa học khác nhau, nhưng có cùng một cấu trúc tinh thể: ví dụ, halit (hình thành từ natri và chlor), galen (hình thành từ chì và lưu huỳnh) cùng pericla (hình thành từ magiê và oxy) đều có cùng cấu trúc tinh thể dạng lập phương.
Cấu trúc tinh thể có ảnh hưởng lớn tới các tính chất vật lý của khoáng vật. Ví dụ, mặc dù kim cương và than chì (graphit) đều có cùng thành phần (cả hai đều là carbon tinh khiết) nhưng graphit thì rất mềm còn kim cương thì lại là rắn nhất trong số các khoáng vật đã biết. Sở dĩ có điều này là do các nguyên tử carbon trong than chì được sắp xếp thành các tấm có thể dễ dàng trượt trên nhau trong khi các nguyên tử carbon trong kim cương lại tạo ra một lưới ba chiều cài chặt vào nhau.
Hiện nay, người ta đã biết trên 4.000 khoáng vật, theo như Hiệp hội Khoáng vật Quốc tế - tổ chức chịu trách nhiệm phê chuẩn việc đặt tên cho các loại khoáng vật mới được tìm thấy trong tự nhiên. Trong số này, khoảng 150 khoáng vật có thể được coi là "phổ biến", 50 là "thỉnh thoảng" còn số còn lại là "hiếm" hay "cực hiếm".

### Lớp silicat

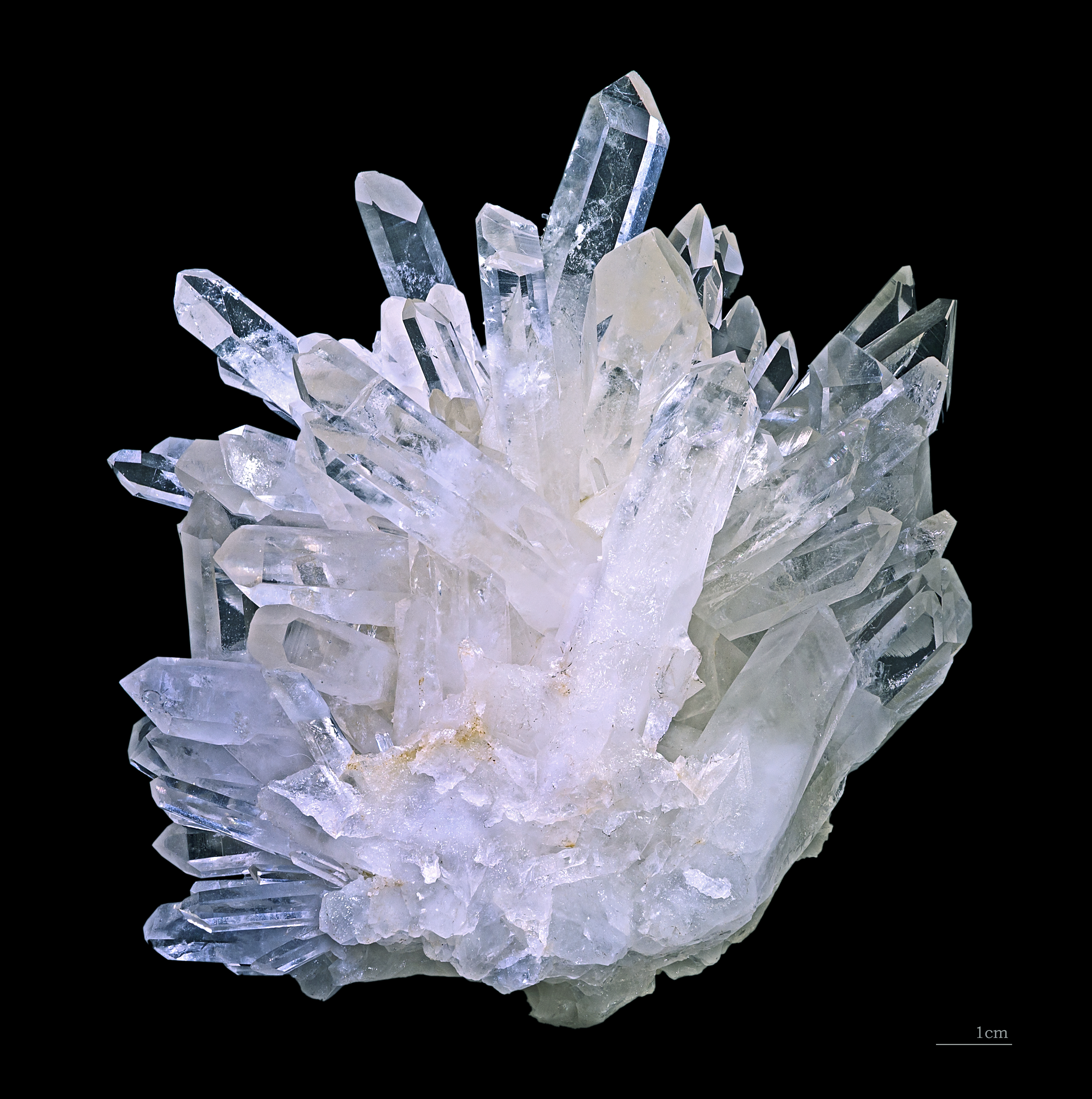
Thạch anh.

### Lớp halide

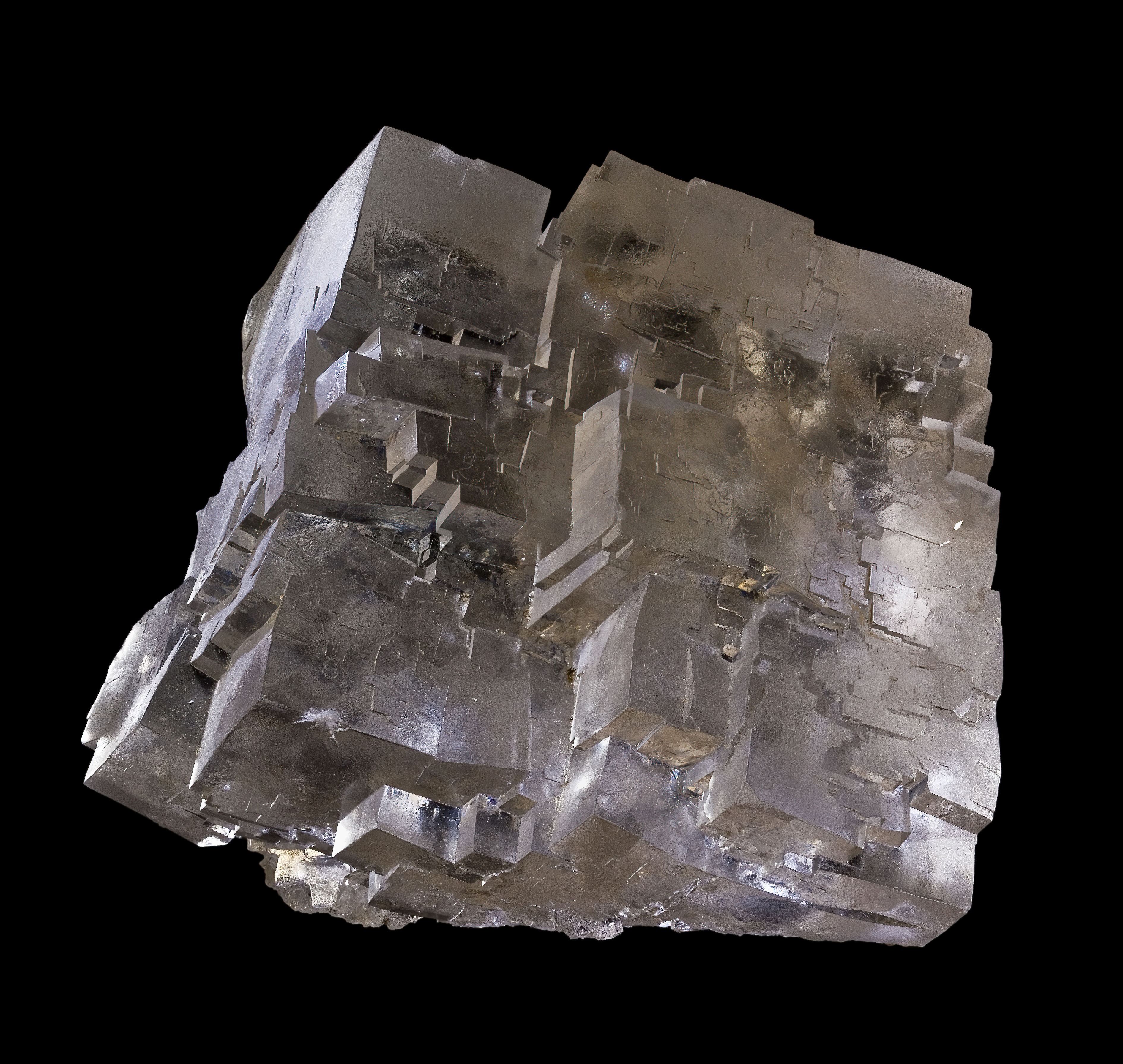
Halit.

### Lớp nguyên tố

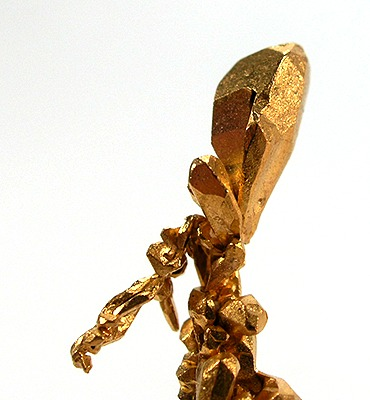
Vàng tự sinh. Mẫu vật hiếm hoi gồm các tinh thể mập phát triển quanh một tinh thể trung tâm, kích thước 3,7 x 1,1 x 0,4 cm, ở Venezuela.